# Estación de Ziegelbrücke
La estación de Ziegelbrücke (en alemán: Ziegelbrücke Bahnhof) es la principal estación ferroviaria de las comuna suiza de Glaris Norte, en el Cantón de Glaris, y Schänis, en el Cantón de San Galo.

## Historia y situación
Ziegelbrücke se abrió en el año 1875 con la apertura de la línea que recorre el margen izquierdo del lago de Zúrich.
La estación se encuentra ubicada en el pueblo de Ziegelbrücke, junto a la orilla del río Linth, y existe la peculiaridad de que el pueblo está situado en el Cantón de Glaris, pero como el río en ese tramo marca la división de los cantones, la estación está situada en la otra orilla del Linth, ya en el Cantón de San Galo . Consta de once vías pasantes y de tres andenes centrales; existiendo en la estación varias vías toperas para apartar vagones.

## Servicios ferroviarios
Los servicios son operados por SBB-CFF-FFS:

### Larga distancia
- EC Bruselas Sur - Luxemburgo - Metz - Estrasburgo - Mulhouse - Basilea-SBB - Zúrich - Thawil - Pfäffikon - Ziegelbrücke - Sargans - Chur.
- IC Basilea-SBB - Zúrich - Ziegelbrücke - Sargans - Landquart - Chur.
- IR Basilea-SBB - Zúrich - Thawil - Pfäffikon - Ziegelbrücke - Sargans - Chur.
- IR Schaffhausen - Zúrich - Thawil - Pfäffikon - Ziegelbrücke - Sargans - Chur.

### Regionales
- RE Zúrich - Pfäffikon SZ - Ziegelbrücke – Glaris – Schwanden – Linthal.[1]
- R Rapperswil - Ziegelbrücke – Glaris – Schwanden – Linthal.
- R Ziegelbrücke - Sargans - Landquart - Chur.

### S-Bahn Zúrich
La estación forma parte de la red S-Bahn Zúrich, compuesta de líneas que cubren servicios cadenciados y frecuentes de cercanías.
- S 2 Effretikon – Zúrich Aeropuerto – Zúrich HB – Pfäffikon SZ – Ziegelbrücke
- S 25 Zúrich HB – Pfäffikon SZ – Ziegelbrücke – Glaris – Schwanden - Linthal